# 노동거래소 (프랑스)

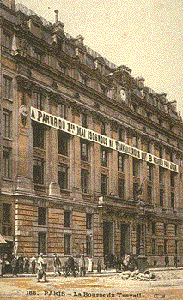
파리 노동거래소(1906년).

노동거래소(프랑스어: Bourse du Travail 부르스 뒤 트라바이[buʀs dy tʀavaj][*])는 19세기 말-20세기 초 프랑스에서 회원들 간의 상호부조, 교육, 자기조직화를 추구한 노동계급 단체들이다. 노동조합과 비슷한 역할을 했으며, 혁명적 생디칼리슴 사상을 배태한 요람이었다.